# Beneixama
Beneixama, en valencien et officiellement, (Benejama en castillan), est une commune d'Espagne de la province d'Alicante dans la Communauté valencienne. Elle est située dans la comarque de l'Alto Vinalopó et dans la zone à prédominance linguistique valencienne.

## Géographie

Localisation de Beneixama
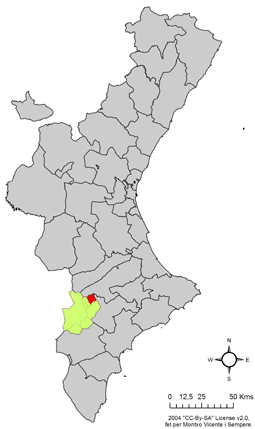
dans la Communauté valencienne.
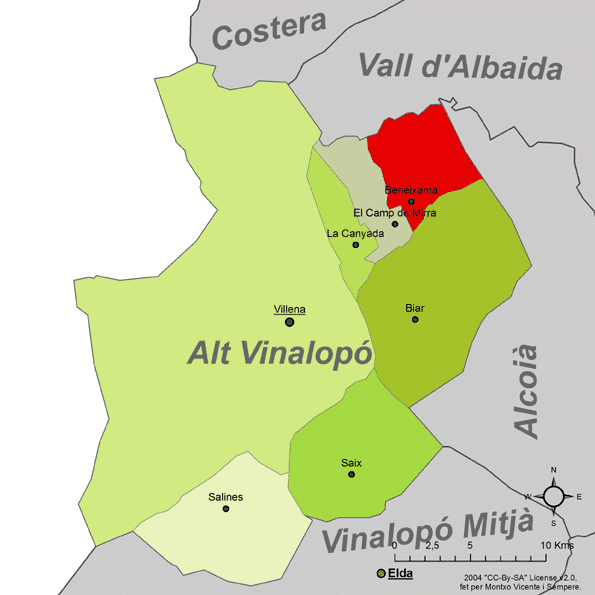
dans la comarque de l'Alto Vinalopó.

## Économie

### Centrale photovoltaïque
Beneixama accueille une centrale photovoltaïque d'une capacité de 20 mégawatts (20 millions de watts).
Elle est composée de 100 000 panneaux solaires en polysilicium sur une surface de 500 000 m2, construits par l'entreprise City Solar AG. 200 onduleurs solaires Sinvert Solar 100 Master de Siemens assurent la conversion entre énergie photovoltaïque et électricité.
La construction de la centrale, également par City Solar AG, s'est achevée en septembre 2007.
À l'époque de sa construction, il s'agit de la plus grande centrale photovoltaïque au monde.

## Patrimoine

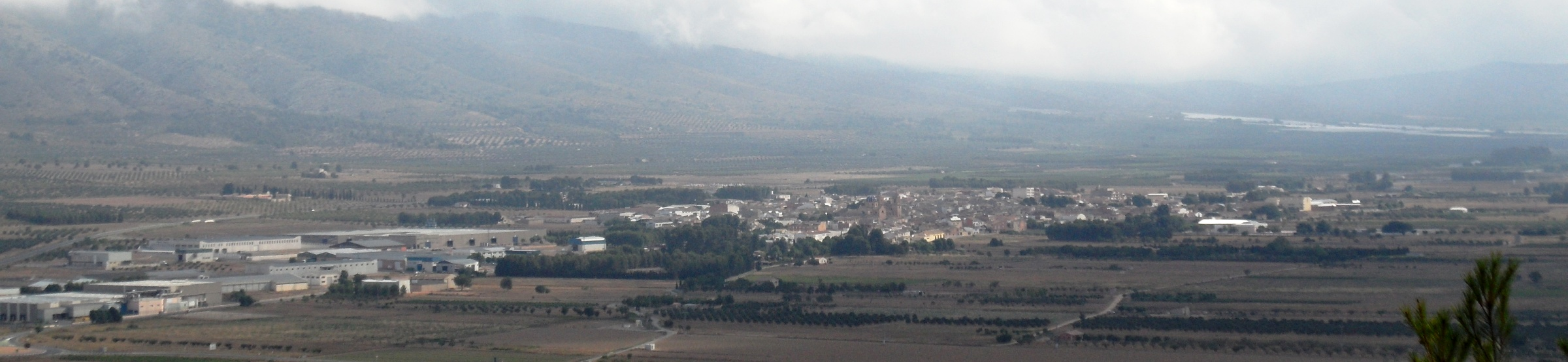
Benejama depuis la chapelle de San Bartolomé del Campo de Mirra.

### Sources
- (en) Cet article est partiellement ou en totalité issu de l’article de Wikipédia en anglais intitulé « Beneixama photovoltaic power plant » (voir la liste des auteurs).
- (es) Varaciones de los municipios de España desde 1842, Ministerio de administraciones públicas, octobre 2008, 364 p. (lire en ligne) [PDF]